# 松井節
松井 節（まつい せつ、1887年（明治20年）5月17日 - 1970年（昭和45年）5月17日）は、大日本帝国陸軍軍人。最終階級は陸軍少将。功四級。

## 経歴
1887年（明治20年）に島根県で生まれた。陸軍士官学校第21期卒業。1936年（昭和11年）12月1日に陸軍歩兵大佐進級と同時に歩兵第36連隊留守隊長に着任し、1937年（昭和12年）9月に歩兵第136連隊長（北支那方面軍・第109師団・歩兵第118旅団）に就任して日中戦争に出動。太原で治安維持に任じ、河北戡定作戦、晋南粛清戦、南部・北部の山西軍討伐、五台作戦、潞安での掃討戦など歴戦し、1939年（昭和14年）12月に留守第4師団司令部附となった。
1940年（昭和15年）3月に陸軍少将に進級し、1941年（昭和16年）3月に第24歩兵団長（第5軍・第24師団）に就任して、1942年（昭和17年）7月に留守第51師団兵務部長に転じた。1944年（昭和19年）3月1日に待命、3月2日に予備役に編入された。同年4月22日に召集され第10野戦補充隊長に着任。1945年（昭和20年）2月1日に湖北省応城で編制された独立混成第85旅団（支那派遣軍・第6方面軍）の旅団長に2月20日に着任し、同地で終戦を迎えた。